# Стародубовський Костянтин Олександрович
Костянтин Олександрович Стародубовський (нар. 29 листопада 1978, Одеса, УРСР) — український футболіст, виступав на позиції воротаря та нападника.

## Життєпис
Один з найкращих воротарів-бомбардирів України, який пішов по стопах знаменитих Рожеріо Сені та Хосе Луїса Чилаверта. Виступав за клуби «Портовик» (Іллічівськ), «Маяк» (Маяки), «Дністер» (Овідіополь), «Локомотив» (Одеса), «Сонячна Долина» (Одеса), «Реал Фарма» (Одеса).
Рекордсмен України за кількістю проведених поспіль «сухих» хвилин (1039) в змаганнях, що проводяться під егідою Професіональної футбольної ліги України.
Перший воротар овідіопольського «Дністра», який зіграв 100 матчів «на нуль» в офіційних поєдинках.
Третій в історії одеський голкіпер (після Олега Суслова та Віталія Руденка), який зіграв «на нуль» понад 100 матчів у професіональному футболі.
Виступав за юніорську збірну України. Двічі брав участь в Кубку регіонів УЄФА.
Іменем Стародубовського названий символічний «Клуб воротарів 100 овідіопольського „Дністра“».
Виступаючи за «Маяк» у чемпіонаті Одеської області на позиції нападника, став одним з найкращих бомбардирів чемпіонату в сезоні 1997/98 років.
У 2010 році розпочав суддівську кар'єру.

## Досягнення
- Друга ліга України
  -  Чемпіон (1): 2006/07

- Аматорський чемпіонат України
  -  Чемпіон (1): 1999

- Чемпіонат Одеської області
  -  Чемпіон (3): 1998/99, 1999/00, 2000

- Кубок Одеської області пам'яті Миколи Трусевича
  -  Володар (3): 1997/98, 1998/99, 1999/00

- Суперкубок Одеської області
  -  Володар (1): 1999

- Триразовий чемпіон Одеси з футзалу